# Paul de Lagarde
Paul Anton de Lagarde (ursprungligen Bötticher, tog 1857 sin mors namn), född 2 november 1827, död 22 december 1891, var en tysk orientalist och teolog.
Lagarde blev professor i teologi i Göttingen 1869. Han blev känd för en konservativ åskådning och antisemitism. Bland Lagardes många skrifter märks textutgåvor av targumer och av syriska, arabiska, koptiska och grekiska översättningar av bibliska böcker samt Gesammelte Abhandlungen (1869).